# ناتوتزی
گروه ناتوتزی (به انگلیسی: Natuzzi Group) یک شرکت مبلمان تجملی ایتالیایی است که در سال ۱۹۵۹ میلادی توسط پاسکوئاله ناتوتزی، رئیس گروه، مدیر اجرایی و استایلیست گروه تأسیس شد. کاناپه، صندلی دسته‌دار و لوازم اتاق نشیمن را طراحی، تولید و به بازار عرضه می‌کند. ناتوتزی بزرگترین خانه مبلمان و شرکت ایتالیا با بیشترین دسترسی جهانی در بخش خود است. در سال ۱۹۹۳ میلادی، گروه ناتوزی تنها شرکت مبلمان خارجی شد که در وال استریت فهرست می‌شود. دفتر مرکزی آن در سانت‌رامو این کوله، آپولیا، ایتالیا قرار دارد.